# Cogolin
 Cogolin é uma comuna francesa na região administrativa da Provença-Alpes-Costa Azul, no departamento de Var. Estende-se por uma área de 27.93 km², com habitantes, segundo os censos de 2005, com uma densidade de 393.2 hab/km².